# William Thoburn
William "Bill" Thoburn, född 3 december 1906 i Dundas, död juni 1997, var en kanadensisk roddare.
Thoburn blev olympisk bronsmedaljör i åtta med styrman vid sommarspelen 1932 i Los Angeles.